# Docudays UA

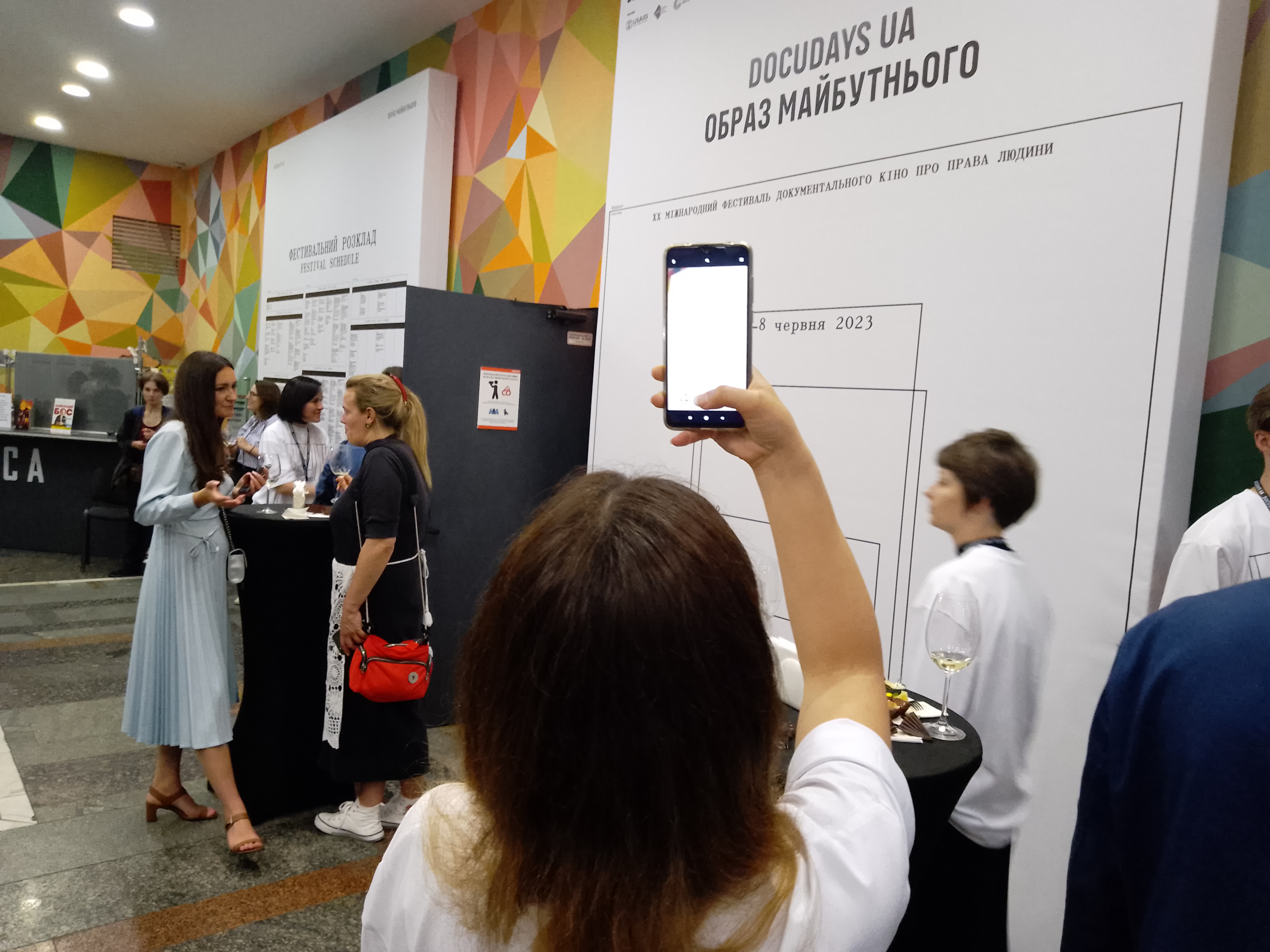
На відкритті ювілейного 20-го фестивалю Docudays UA

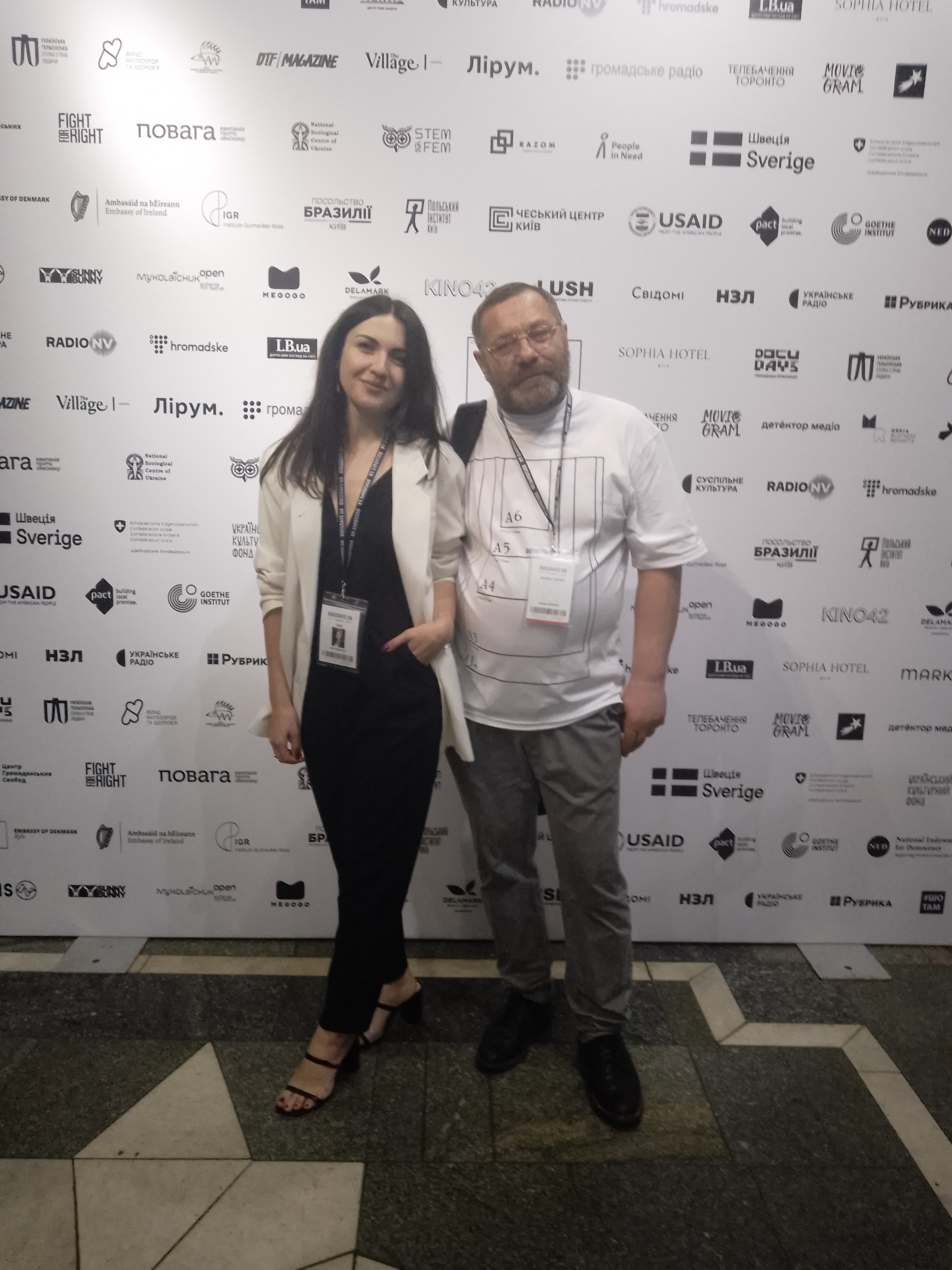
Інна Кондратьєва та Володимир Ханас у фотозоні ювілейного 20-го фестивалю Docudays UA

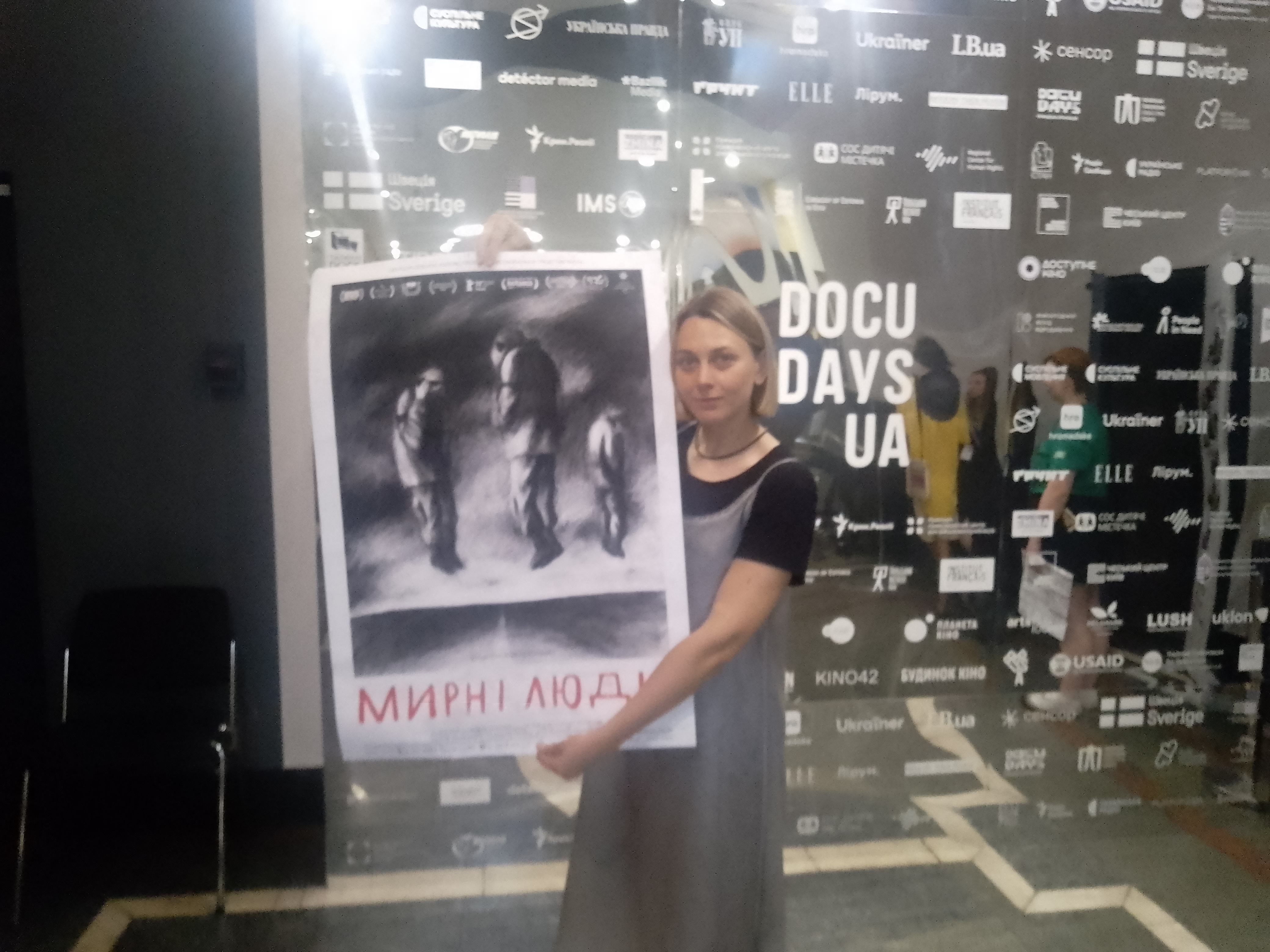
Режисерка Оксана Карпович на 21-му Docudays UA

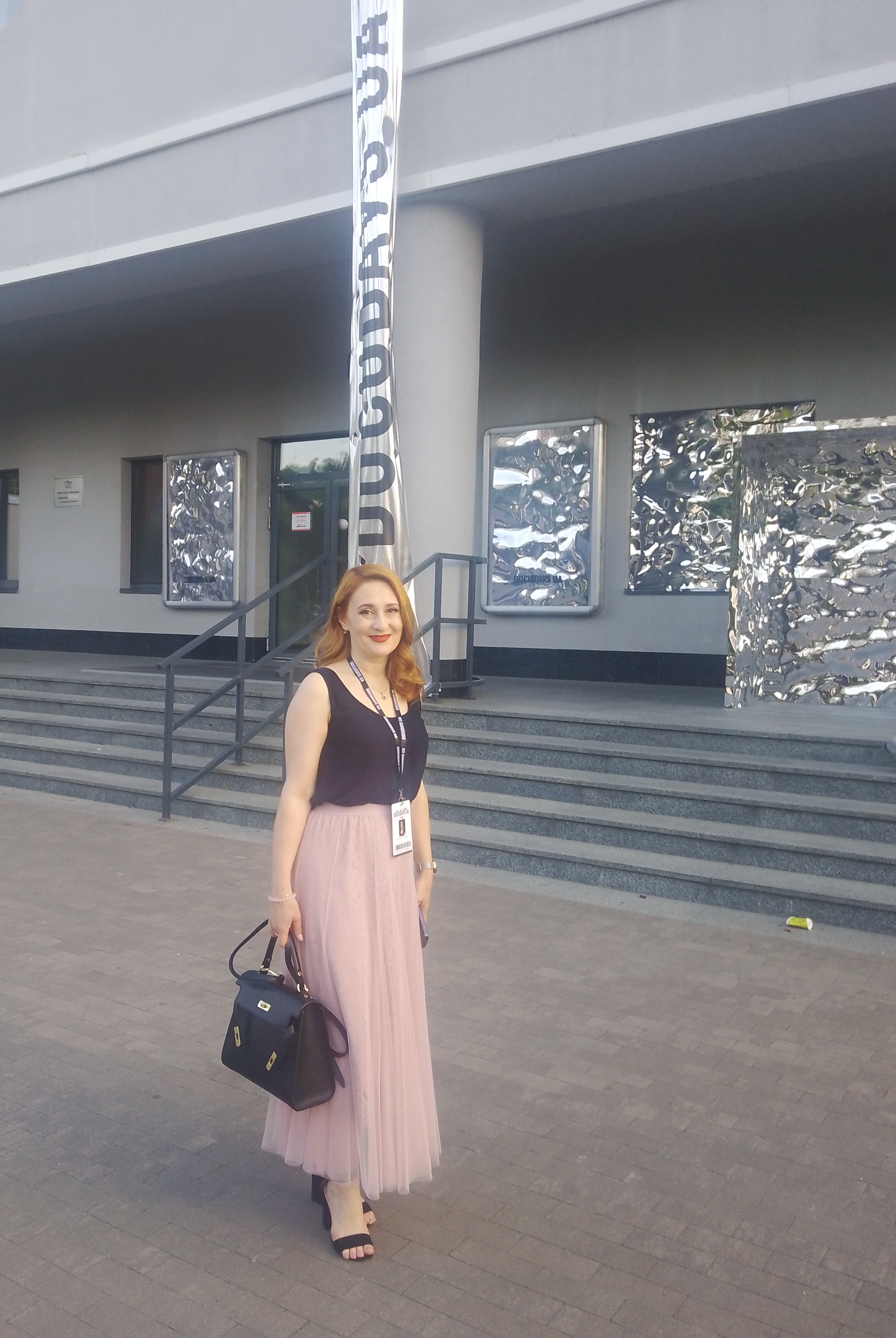
Крим і Україна: ідентичність крізь призму історії - тема публічних читань на 21-му Docudays UA за участи Гульнари Абдулаєвої та Ельміри Аблялімової

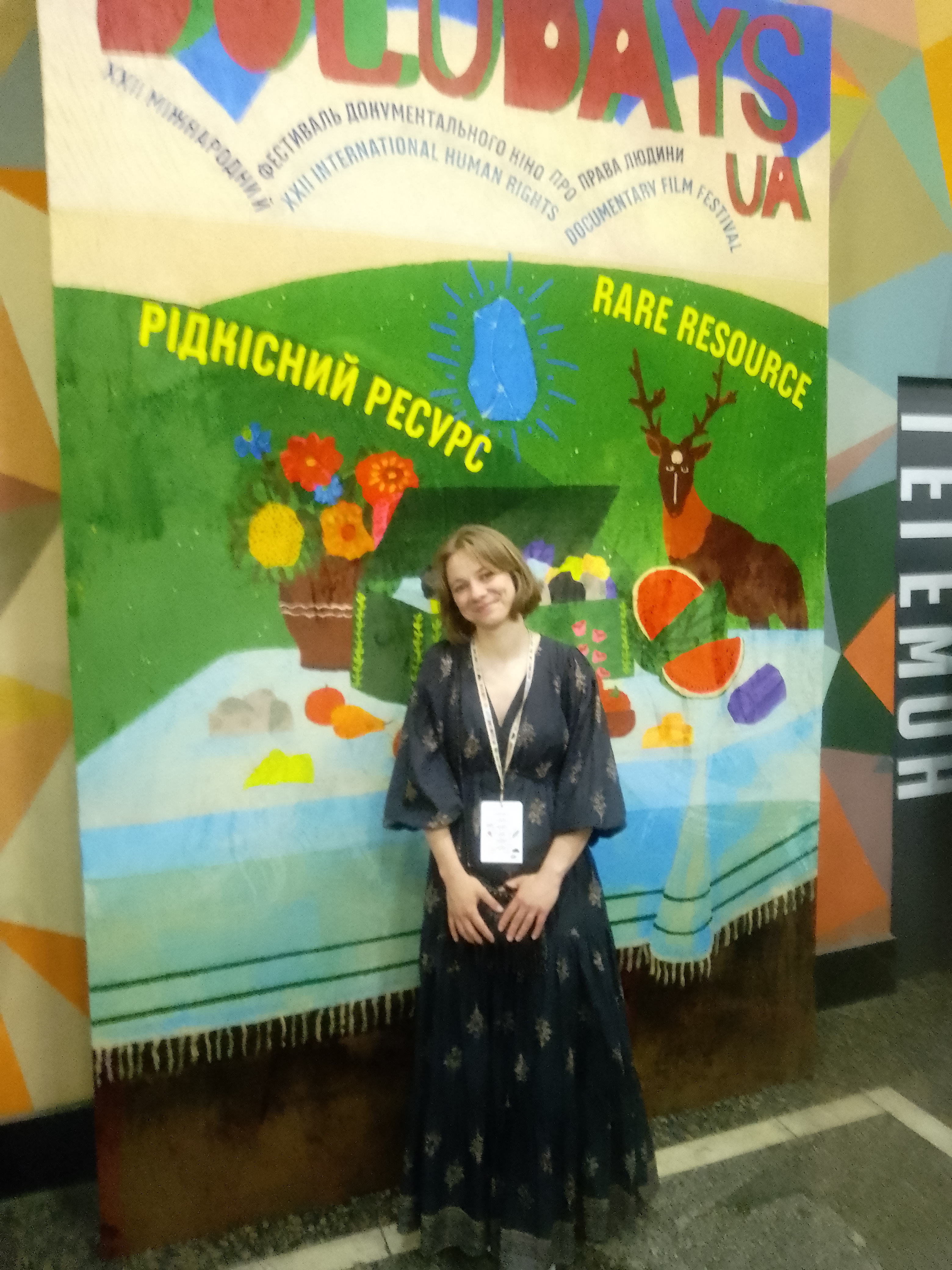
Валерія Шеремет на Docudays UA

Міжнародний кінофестиваль документального кіно про права людини «Докудейз» (англ. International Human Rights Documentary Film Festival  «Docudays UA») — найбільший в Україні Міжнародний фестиваль документального кіно про права людини, який відбувається щороку впродовж останнього тижня березня у Києві. Після завершення фестивальної програми з жовтня місяця і до кінця року в регіонах України традиційно відбуваються покази найкращих фільмів у рамках Мандрівного фестивалю.
Місією фестивалю є створення можливостей для глядачів в Україні дивитися актуальні документальні стрічки з усього світу. Фестиваль прагне сформувати активну громадянську позицію, обізнаність щодо прав людини та повагу до людської гідності.
Під час Docudays UA до Києва приїздять кіномитці з Європи, Америки, Азії та Африки. Такі славетні кінематографісти та продюсери, як Марцель Лозінскі, Аудрюс Стоніс, Марина Разбежкіна, Яцек Блавут, Сергій Буковський, Марчін Кошалка, Мірослав Янек, Манон Луазо, Павло Костомаров та багато інших проводять свої майстерні та дискусії у Києві.

## Засновники
- Громадська організація «Докудейз»
- Українська Гельсінська спілка з прав людини
- Громадська організація «Південь»
- Херсонський обласний Фонд милосердя та здоров'я[3]
- Громадська організація «Центр сучасних інформаційних технологій та візуальних мистецтв»[4]

Програму Фестивалю, склад гостей, журі, теми семінарів та майстер-класів тощо формує Виконавча дирекція, яка складається з керівників департаментів ГО «Докудейз», і затверджує Виконавчий директор ГО «Докудейз».

## Відбіркова рада[5]
- Алла Тютюнник — член Організаційного комітету, член правління Української Гельсінської спілки з прав людини, письменниця, кінодраматургиня, журналістка
- Володимир Яворський — член Організаційного комітету, правозахисник
- Геннадій Кофман — член Правління та Відбіркового комітету, керівник департаменту розвитку проектів, продюсер
- Роман Бондарчук — артдиректор, режисер
- Дарина Аверченко — PR-директорка, продюсерка
- Вікторія Лещенко — програмна директорка
- Дарія Бассель — директорка індустрійної платформи

## Керівництво[6]
- Олександр Павліченко — член правління ГО «Докудейз», директор Української Гельсінської Спілки з прав людини
- Світлана Смаль — виконавча директорка
- Алла Тютюнник — директорка Департаменту розвитку мереж Docudays UA, член Відбіркової ради
- Денис Костюнін — фінансовий директор
- Роман Бондарчук — артдиректор, член Відбіркової ради
- Дарина Аверченко — директорка Комунікаційного департаменту, член Відбіркової ради
- Ксенія Шиманська — директорка Правозахисного департаменту
- Юлія Карташова —директорка Фандрейзингового департаменту
- Євген Антюхін — директор IT-департаменту
- Вікторія Лещенко — програмна директорка, член Відбіркової ради
- Дар'я Бассель — директорка індустрійної платформи DOCU/ПРО, програмерка, член Відбіркової ради

## Історія

### Фестиваль «Дні кіно про права людини» (2003)
Уперше фестиваль під назвою «Дні кіно про права людини» відбувся у період 17 листопада — 21 грудня 2003 році. Покази проводилися в Львові, Одесі, Харкові та Донецьку. У києві була презентована розширена програма, до якої були включені й ігрові стрічки.
Документальні стрічки були розподілені за тематичними блоками, які присвячувались окремим правозахисним аспектам: права людини, проблеми біженців та мігрантів, права дітей та жінок, безпека свідомості. Окремими були програми «Особливий погляд» та «Ігрове кіно».

### II Фестиваль «Український контекст» (2005)

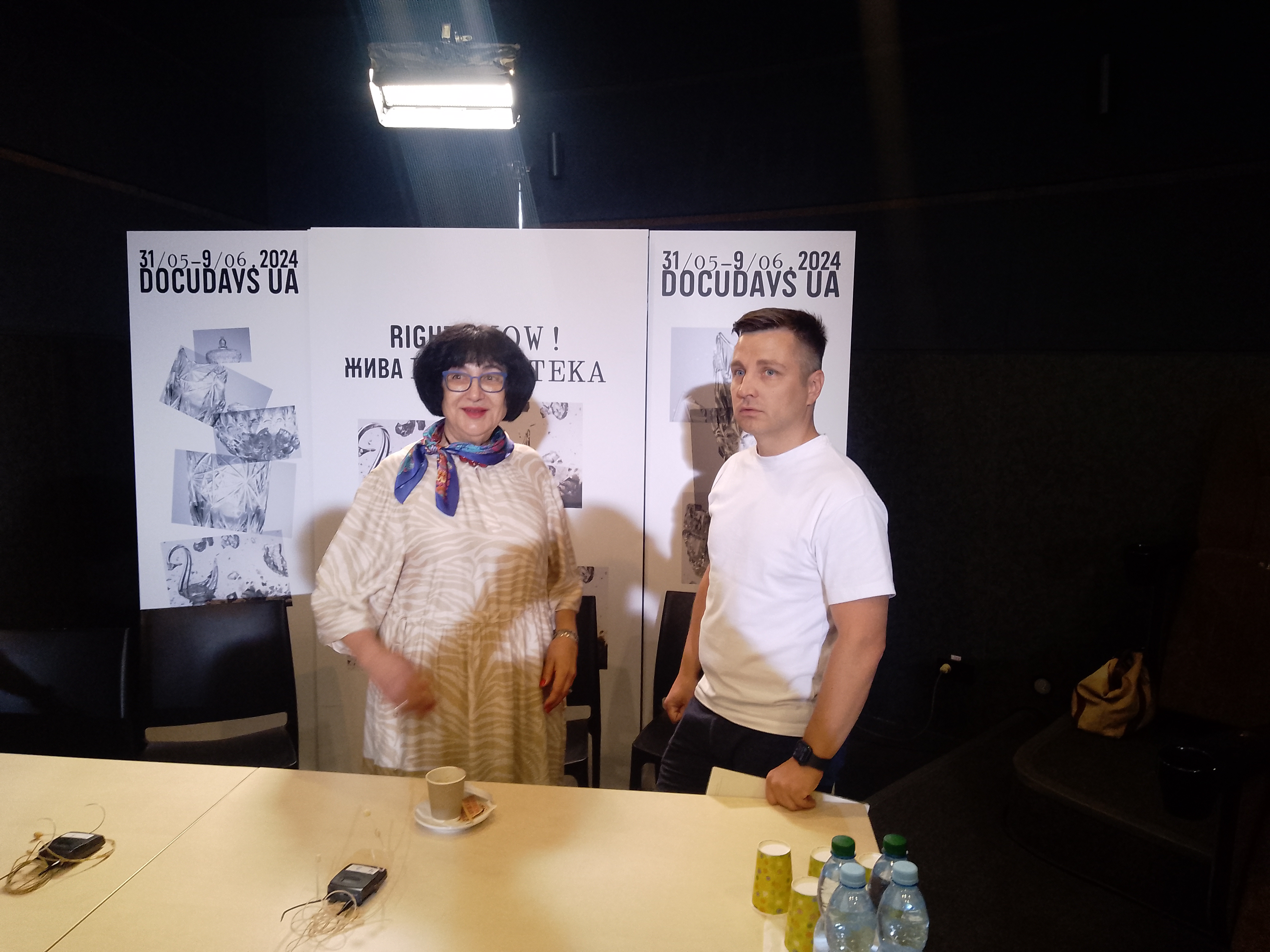
Алла Тютюнник на 21 фестивалі Docudays UA та Олексій Сидоренко, керівник напрямку протидії насильству над дітьми ВГО «Магнолія»

Другий фестиваль  Дні документального кіно про права людини «Український контекст» відбувся у період з 29 березня — 4 квітня 2005 року в Києві й мав додаткову назву «Український контекст». Цього разу програма складалася здебільшого з неігрових фільмів. Після показів у Будинку кіно в Києві фестиваль вирушив у подорож регіонами України, яка тривала з травня 2005 року по лютий 2006 року. Географія фестивалю: Київ, Суми, Львів, Севастополь, Одеса, Харків, Донецьк, Дніпропетровськ. Покази відбувалися в кінотеатрах, клубах, мистецьких центрах, школах, ліцеях, вищих навчальних закладах.

### III Фестиваль «Український контекст» (2006)
У 2006 році на Міжнародному фестивалі документального кіно в Амстердамі (IDFA) «Український контекст» було прийнято до міжнародної Мережі фестивалів про права людини «Human Rights Film Network» (HRFN). «Український контекст» фактично стає платформою, де представлені найкращі документальні фільми України та інших пострадянських країн. Свої рекомендації «Українському контексту», крім фестивалю «WATCH DOCS. Права людини в кіно», також надав Міжнародний фестиваль кіно про права людини One World (Прага, Чехія).
III Фестиваль Дні документального кіно про права людини «Український контекст» проводився з 21 по 26 травня в Києві. З цього року на фестивалі вперше працює журі, до складу яких увійшли правозахисники та правозахисниці з України, Росії та Білорусі. Першим фільмом, який отримав гран-прі на фестивалі стала стрічка «Діти з Лєнінґрадського» польських режисерів Ґанни Полак та Анджея Целінського. Окрім головного призу також були відзначені інші 10 стрічок у тематичних правозахисних номінаціях.
З вересня по грудень 2006 року окремі стрічки з конкурсної програми були показані на Мандрівному фестивалі в регіонах України.

### IV Міжнародний фестиваль «Український контекст» (2007)
Четвертий Міжнародний фестиваль Дні документального кіно про права людини «Український контекст» традиційно відбувався в київському Будинку кіно і тривав майже тиждень, з 29 березня по 6 квітня 2007 року. У програмі — понад 100 фільмів з 20 країн світу. Також в рамках фестивалю проходили ретроспективні покази та майстер-класи провідних майстрів документалістики.
Окрім правозахисного журі, переможців обирали й українські журналісти. Приз «За найкращий фільм про права людини» отримала стрічка «Ідіот» російських режисерів Ю. Панасенко та С. Стрєльнікова. Спеціальні призи медіажурі отримали «Феміда — жінка легкої поведінки», реж. В. Дашук та «Гра скінчилась», реж. А. Драніцина.
У регіонах України було розпочато створення мережі клубів фестивалю «Дні документального кіно про права людини». Покази у різних куточках країни проходили з жовтня по грудень 2007 року. Фестиваль у Києві відвідали 6000 глядачів. Мандрівний фестиваль — близько 50 000 глядачів у 30 містах України.

### V Міжнародний фестиваль Docudays UA (2008)
2008 року фестиваль було остаточно перейменовано на Міжнародний фестиваль документального кіно про права людини Docudays UA. Фестивальні покази п'ятого фестивалю тривали у період з 28 березня по 4 квітня.
До участі у фестивалі було подано фільми з понад п'ятдесяти країн світу, розширюючи географію фестивальних стрічок за межі країн-сусідів. До організаторів фестивалю долучилася нова команда на чолі з продюсером Андрієм Матросовим. Програма фестивалю була поділена на дві частини: правозахисний і творчий конкурси.
Журі творчого конкурсу обирає переможців у двох категоріях: приз «За лаконічність втілення теми національної ідентичності на пострадянському просторі» отримує стрічка «Перший день», реж. М. Заутер; приз «За режисерську майстерність і толерантний підхід до складної теми» вручають ізраїльському фільму «Міст через Ваді», реж. Т. Хейманн та Б. Хейманн.
Правозахисне журі також обирає двох переможців у відповідних категоріях. Приз «За неприйняття насильства» дістається стрічці «Голоси забутих Богом», реж. К. Йоші. Приз «За непримиренність до тоталітаризму» отримує фільм «Кожен мовчить про своє», режисери М. Баудер та Д. Франке. Також у правозихисному конкурсі сім стрічок отримують спеціальні відзнаки.
Приз глядацький симпатій, який обирається шляхом таємного голосування глядачів після конкурсних показів, отримує стрічка «Чорнобиль: невидимий злодій», реж. К. Бокель.
До Києва починають запрошувати режисерів та режисерок конкурсних фільмів. Вони особисто представляють стрічки перед показами, беруть участь у сесії питань-відповідей від аудиторії та проводять зустрічі й бесіди під час фестивальних подій.
Уперше під час відкриття та закриття фестивалю відбуваються урочисті церемонії. Церемонію відкриття супроводжує струнний оркестр, закриття проходить в Українському центрі народної культури «Музей Івана Гончара».
За ініціативи МВС України та за підтримки ШАРС (Швейцарська агенція розвитку та співробітництва) Посольства Швейцарії та Посольства Канади в Україні започатковано програму «Право знати», яка передбачає використання фільмів про права людини під час службової підготовки особового складу усіх підрозділів МВС України.
Перегляди та спеціальні події фестивалю протягом року збирають 118 500 глядачів у 60 містах країни.

### VI Міжнародний фестиваль Docudays UA (2009)
Шостий Міжнародний фестиваль документального кіно про права людини Docudays UA відбувався з 27 березня по 2 квітня 2009 року. У період фестивалю відбуваються фотовиставки, виставки карикатур, презентації за участі відомих українських письменників, режисерів та громадських діячів. Програма фестивалю складається з ретроспективи відомих документалістів, майстер-класів та просвітницьких правозахисних акцій.
Уперше в рамках фестивалю було запроваджено спеціальну програму «Документальне кіно проти несправедливості», до якої увійшли публіцистичні фільми з актуальних проблем прав людини в Україні. Особливий фокус фестивалю — документальне кіно про права дитини. Ця ініціатива кінофестивалю Docudays UA здійснювалася в рамках Глобального кінофестивалю про права дитини, який проводився ЮНІСЕФ з нагоди 20-річчя підписання конвенції ООН про права дитини.
Окремою категорією журі стають студенти українських ВНЗ. Першим переможцем за версією новоствореного журі стає фільм «Англійський хірург», реж. Дж. Сміт. Ця ж стрічка стає й переможцем глядацького голосування.
Гран-прі творчого конкурсу отримала стрічка «Революція, якої не було», реж. А. Полуніна. Серед учасників правозахисного конкурсу переможцем було обрано фільм «Усередині», реж. І. Волкова.
Мандрівний фестиваль відбувся з жжовтня по грудень 2009 року у 100 населених пунктах України. Окрім кінотеатрів та будинків культури, покази проходили у школах-інтернатах, виправних колоніях та підрозділах міліції. Регіональні організатори проводили дискусії за участі громадських діячів, правозахисників, журналістів та режисерів. Програму Мандрівного фестивалю переглянули близько 140 тисяч глядачів. У Києві фестиваль зібрав 17 800 глядачів.

### VII Міжнародний фестиваль Docudays UA (2010)
Сьомий Міжнародний фестиваль документального кіно про права людини Docudays UA відбувся в період з 26 березня по 2 квітня 2010 року.
Символом фестивалю став дитячий джазовий оркестр «Діксіленд» із Херсона. Спеціально до відкриття фестивалю було знято короткий документальний фільм «Діксіленд», який закінчувався справжнім виступом дітей на сцені під час церемонії відкриття. Відомі джазові мелодії перегукувалися з гаслом фестивалю — «Всі хіти документального кіно».
Гран-прі творчого конкурсу отримала стрічка «Мама померла в суботу на кухні», реж. М. Васянович. Правозахисний конкурс виграв фільм «Бірма ВЖ — репортаж із закритої країни», реж. А. Естерґор. Приз студентського журі «За віртуозність та іронічність» вручили стрічці «Найгірша компанія у світі», реж. Р. Контес. Глядачі фестивалю обрали переможцем Призу глядацьких симпатій польський фільм «Футбольний батько», реж. М. Йозвяк.
2010 року була започаткована Премія імені Андрія Матросова, який трагічно загинув 16 лютого 2010 року. Цю премію отримав фільм «Плати й одружуйся», реж. А. Ґеорґієв. Крім того, на фестивалі були вручені премії Національної спілки кінематографістів України та приз Української Гельсінської спілки з прав людини.
На фестивалі у Києві було 22 300 глядачів. Сумарно із показами Мандрівного фестивалю (жовтень-грудень 2010 року) фільми про права людини побачили 153 тисячі осіб.

### VIII Міжнародний фестиваль Docudays UA (2011)
Восьмий Docudays UA проводиться з 25 по 31 березня 2011 року. Фільмом-відкриттям фестивалю стає «Інший „Челсі“: історія з Донецька» німецького режисера Якоба Пройсса. На церемонію відкриття фестивалю 25 березня Якоб Пройсс запросив донецьких шахтарів — героїв свого фільму.
Docudays UA приєднався до міжнародної акції «Порожній стілець» на підтримку правозахисника, лауреата Нобелівської премії миру Лю Сяобо.
До складу журі творчого конкурсу входять Манон Луазо (Франція), Марчін Кошалка (Польща), Улдіс Секуліс (Латвія), Мірослав Янек (Чехія), Алік Шпілюк (Україна). Переможцем стає стрічка «Гравець», реж. Джон Аппель.
Правозахисний конкурс оцінюють Нільс Якоб Харбітц (Норвегія), Тацьяна Ревяка (Білорусь), Ніна Таганкіна (Росія), Георгій Джанелідзе (Грузія), Галина Бахматова (Україна). Гран-прі отримує фільм «Правосуддя для Сєргєя», реж. Ганс Германс, Мартін Маат.
Студентське журі складається з Максима Анісімова, Альони Павленко, Марії Поліщук, Олександра Рощина, Тетяни Желєзнікової. Приз отримує стрічка «Рожеві сарі», реж. Кім Лонжинотто.
Найкращі документальні фільми з України, інших країн Європи та Азії на тему прав людини у рамках Мандрівного фестивалю були показані у 112 містах, містечках і селищах 22-х регіонів України, у тому числі АР Крим та Севастополі.

### IX Міжнародний фестиваль Docudays UA (2012)
Фестиваль відбувся з 23 по 29 березня 2012 року. Відкривала Docudays UA трагікомедія про химерний світ африканських відносин «Дипломат» данського режисера Мадса Брюггера.
Серед спеціальних програм фестивалю домінуючою стала «Диктатура та авторитаризм», що зібрала разом три тематичні фільми «Україна. Точка відліку» Сергія Буковського, «Щоденник, листи, революції» Флавіа Кастро та «Ходорковський» Сиріла Туші.
24 березня відбулася презентація та відкриття проекту «Жива бібліотека», де всі бажаючі могли поспілкуватися  з «живими книжками» — людьми, щодо яких існує упереджене ставлення у суспільстві. Це біженець, феміністка, мусульманин, лесбійка, гей, рома, буддист, іноземний студент, колишній в'язень, правозахисник та інші.
У рамках Docudays UA у «Кінопанорамі» вперше проходила освітня програма DOCU/КЛАС — майстер-класи відомих кінодокументалістів: Марини Разбєжкіної (Россія), Маршала Каррі (США), Гіві Одішарі (Грузія) та Емілі Джеймс (Велика Британія).
Творчий конкурс було перейменовано в конкурсу DOCU/ЖИТТЯ. Його переможцем стала стрічка «Аргентинський урок» режисера Войцеха Староня.
Правозахисна програма отримала назву DOCU/ПРАВО, гран-прі отримав фільм «Тілом та душею» режисера Матьє Брона.
Окремою конкурсною категорією стає конкурс короткометражних стрічок DOCU/КОРОТКО, який оцінюється окремим журі. Переможцем нового конкурсу стає стрічка «Коли ми станемо щасливими» польського режисера Павела Височанські.
Головний приз від Студентського журі отримав фільм  «Льоша» режисерки Єлєни Дємідової.
Мандрівний фестиваль проходив у кількох регіонах України з жовтня по грудень 2012 року.

### X Міжнародний фестиваль Docudays UA (2013)
Ювілейний фестиваль відбувся з 22 по 28 березня 2013 року. Покази проходили в традиційному для Docudays UA Будинку кіно та в кінотеатрі «Кінопанорама».
Цього року правозахисні заходи та кінопокази на фестивалі Docudays UA були об'єднані спеціальною темою — «Вибір є!» Особливий фокус на захист свободи слова і мирних зібрань, доступ до інформації та право на вільне вираження поглядів.
Фестиваль також презентував кілька спецпрограм, серед яких:
- «Арабська весна»: панорама революційних подій у Тунісі, Єгипті та Ємені. Що таке Арабська весна і як живеться після неї?
- «Найкращі фільми Docudays UA»: добірка хітів з різних фестивальних років
- DOCU/АРТ: три українські прем'єри фільмів про всесвітньо відомих митців Джафара Панахі, Ай Вейвея і Томоко Мукаяму, які присвятили своє життя боротьбі за свободу — свободу бути громадянином, митцем і просто людиною.
- DOCU/ANIMA. Документальна анімація — найкращі та найсвіжіші зразки документальної анімації європейських кінофестивалів.
- «Прощавай кіно!»: презентація кінознавцем Олексієм Радинським циклу: Українська критична документалістика 1987—1995 років.
- Світові прем'єри українських проектів: «Ромська мрія» українського режисера Романа Бондарчука, кіноальманах «Відкритий доступ» та альманах «Поза Євро».

Переможцем конкурсу DOCU/ЖИТТЯ стає стрічка «Розмови на серйозні теми», реж. Ґієдре Бейноруте. Гран-прі DOCU/ПРАВО вручили фільму «Дівчина з Півдня», реж. Хосе Луїс Ґарсіа. У конкурсі DOCU/КОРОТКО відзначили «Воласті голуби» Пола Фіґана. Головний приз від Студентського журі отримав фільм «Документаліст», реж. Іварс Звієдріс та Інесе Клява. Приз глядацьких симпатій визначався шляхом голосування у соціальній мережі «Фейсбук», його отримала стрічка «Після Вріцена» Даніеля Абма.

### XI Міжнародний фестиваль Docudays UA (2014)
До локацій одинадцятого кінофестивалю, який проходив з 21 по 28 березня 2014 року, окрім Будинку кіно та «Кінопанорами», приєднується кінотеатр «Київ».
Docudays UA відмовився від фільму-відкриття, натомість фестиваль звернувся до режисерів, що знімали український протест, і попросив надати їхні найкращі кадри. Епізоди майбутніх фільмів про Євромайдан склалися у калейдоскоп революції, що не потребує коментарів. Відкрила фестиваль хроніка українського протесту: «Євромайдан. Чорновий монтаж».
Темою одинадцятого фестивалю Docudays UA стає «Ідеорупція»: «Це — корупція, що давно набула ознак ідеології, яка з роками стійко закріпилась в українській ментальності. Цьогорічною темою ми прагнемо осягнути масштаби корупції в Україні та світі, показати, як солідарність звичайних людей може протистояти ідеорупції».
Позаконкурсна програма об'єднала фільми-лауреати світових кінофестивалів, фільми про мирні протести, підбірки найкращих фільмів та багато іншого. Спецпрограми 2014 року: DOCU/ХІТИ, DOCU/УКРАЇНА, «HOT DOCS презентує», DOCU/СПРОТИВ, DOCU/АРТ, «АРТДОКФЕСТ презентує» та ретроспектива Андрія Загданського.
Майстерня документального кіно DOCU/КЛАС запропонувала слухачам таких лекторів: Ілона Бічевська «Від ідеї до міжнародного екрана: чи легко бути першим міжнародним продюсером?», Міша Фрідман «Аналітична фотожурналістика», Андрій Загданський «Внутрішній фільм режисера», Дмитро Тяжлов"ІндіЛаб 2013: досвід практичного майстер-класу з документального кіно", Ігор Гайдай «Авторські проекти у фотографії», Сімона Бауман «Продюсування політичних фільмів», Олександр Течинський, Олексій Солодунов та Дмитро Стоїков «Документалістика ближнього бою», Кріс МакДональд «Як побудувати успішну фестивальну стратегію для просування фільму», Макс Афанасьєв та Олександр Юдін «Рідке телебачення», Борис Мітіч «Вся індустрія документального кіно в 5 картинках», Улдіс Секуліс «Креативне кіно в рамках ТБ», Мачєй Кузємскі «Роль мандрів у документальному кіно», Надія Парфан та Ілля Гладштейн «Чорнобиль в кіно: від хроніки катастрофи до дітей-мутантів».
Втретє відбувся проект «Жива бібліотека», традиційний формат спілкування глядачів та гостей фестивалю із «живими книжками» — людьми, щодо яких існує упереджене ставлення у суспільстві: міліціонером, біженцем, мусульманином, геєм, феміністкою.
Переможцем DOCU/ЖИТТЯ стала стрічка «Останній лімузин» режисерки Дар'ї Хльосткіної. Конкурс DOCU/КОРОТКО виграв «Лізо, ходи додому» режисерки Оксани Бурої. Журі DOCU/ПРАВО головний приз віддало стрічці «Материнська мрія» режисерки Валері Ґуденус.

### XII Міжнародний фестиваль Docudays UA (2015)
Дванадцятий фестиваль тривав у період з 20 по 27 березня 2015 року. Фільмом-відкриття Docudays UA став «ДНР, або Химерна історія країни-саморобки» британського режисера Ентоні Баттса.
Заходи фестивалю об'єднані темою «Пропаганда», «оскільки увага всіх українців прикута до війни на Сході, яку називають гібридною, бо розв'язана вона задовго до пострілів — у першу чергу, зброєю медіа та пропаганди».
Позаконкурсна програма об'єднала фільми-лауреати світових кінофестивалів, а також була тематично поділена на десять секцій: DOCU/ХІТИ, DOCU/УКРАЇНА, TEMPO ПРЕЗЕНТУЄ, ЕКС-ЮГОСЛАВІЯ: ПРИМИРЕННЯ, DOCU/ДІТИ, DOCU/АРТ, DOCU/ЕНЕРГІЯ, ЕФЕКТ ГРУЗІЇ, ПРОПАГАНДА, РЕТРОСПЕКТИВА АЛЬОНИ ВАН ДЕР ХОРСТ та СПЕЦІАЛЬНИЙ ПОКАЗ від Cinema Politica.
Вперше Docudays UA розшив вікові рамки для відвідувачів та започатковував програму дитячих заходів DOC/САДОК для дітей віком від 3 до 14 років. Для найменших дітей були підготовлені цікаві розвиваючі заняття, цікаві бесіди та уроки англійської. Для дітей у віці 8-14 вперше був організуваний курс документального кіно.
Паралельно із кінопоказами тривала правозахисна програма фестивалю. Організатори запросили активістів, режисерів, громадських діячів, журналістів та всіх охочих до дискусій, круглих столів, презентацій, тренінгів та перегляду кінострічок. У програмі заходів були дискусії про пропаганду в умовах війни та правозахисну журналістику;  презентація антидискримінаційної кампанії; показ повнометражного документального фільму про Голодомор Бенедикт Бане «Голодомор. Забутий геноцид» (2013); тренінги з організації публічних акцій та енергоефективності; День Волі Білорусі; Кримський день.
Також у рамках фестивалю відбулася презентація мережі кіноклубів медіапросвіти з прав людини Docudays UA та онлайн Центру DOCU/CLUB та онлайн-кінотеатру DOCU/SPACE.
Гран-прі DOCU/ЖИТТЯ отримала стрічка «Разом» режисера Дєніса Шабаєва. У конкурсі DOCU/ПРАВО головний приз отримав фільм «Божа воля» режисерки Бєати Бубєнєц. Приз у категорії DOCU/КОРОТКО отримала «Точка відліку» режисера Міхаля Щесняка.
Приз імені Андрія Матросова від організаторів Docudays UA «за переможний дух свободи» отримала стрічка «Скрізь Майдан» української режисерка Катерини Горностай.

### XIII Міжнародний фестиваль Docudays UA (2016)
Тринадцятий кінофестиваль відбувся з 25 березня по 1 квітня 2016 року. Фільмом-відкриття Docudays UA стала стрічка «У променях сонця» російського режисера Віталія Манського. Фільмом-закриття стала українська прем'єра документального фільму «Маріуполіс» литовського режисера Мантаса Кведаравічюса.
Заходи фестивалю об'єднали темою «Крізь ілюзії»: «У нас було відчуття, ніби зараз увесь світ продирається крізь ілюзії до якогось нового цивілізаційного устрою».
З 2016 року вперше запроваджено національний документальний конкурс DOCU/УКРАЇНА. Першим переможцем став фільм «Люди, які прийшли до влади», реж. Олексій Радинський та Томаш Рафа.
Окрім традиційних конкурсних та позаконкурсних програм та подій під час фестивалю відбувся відкритий пітчинг конкурсу «The Guardian прямує в Україну». Було відібрано три українські документальні проекти-переможці.
Конкурс DOCU/ЖИТТЯ виграла стрічка «Крісло твого батька», реж. Алекс Лора та Антоніо Тібальді. Журі DOCU/ПРАВО присудило головний приз фільму «Звіть мене Маріанною», реж. Кароліна Бєлявська. У категорії DOCU/КОРОТКО перемогла стрічка «Кінець світу», реж. Моніка Павлючук.

### XIV Міжнародний фестиваль Docudays UA (2017)
Чотирнадцятий кінофестиваль відбувся з 24 по 31 березня 2017 року в місті Київ та по регіонам України в період жовтня — грудня 2017 року.
Організаторами виступили Українська Гельсінська спілка з прав людини, Громадська організація «Південь», Благодійна організація «Фонд милосердя та здоров'я» та ГО «Центр сучасних інформаційних технологій та візуальних мистецтв». Локаціями фестивалю стали Будинок кіно, «Кінопанорама», кінотеатр «Київ».
Фільми змагались за нагороди у чотирьох основних конкурсах — DOCU/ЖИТТЯ, DOCU/ПРАВА, DOCU/КОРОТКО і DOCU/УКРАЇНА, а також за спеціальний Приз від студентського журі. Традиційно свого фаворита організатори фестивалю відзначили премією імені Андрія Матросова. Свого переможця обирали і глядачі фестивалю.
Тема й центральна кінопрограма фестивалю цього року — ЧОТИРИ ГРАДУСИ — про перших посланців глобального потепління в стрічці «ТулеТувалу», небезпечні наслідки індустрії тваринництва у «Великій рогатій змові», соціальні структури монгольських провінцій у «Демоні скорботи», зухвалі акції лабораторії The Yes Men і про те, що екологічне — це завжди політичне, у фільмі «Коли два світи зіштовхуються».

### XV Міжнародний фестиваль Docudays UA (2018)
П'ятнадцятий кінофестиваль відбувся з 23 по 30 березня 2018 року в місті Київ та по регіонам України в період жовтня — грудня 2018 року.
Організаторами виступили Українська Гельсінська спілка з прав людини, Громадська організація «Південь», Благодійна організація «Фонд милосердя та здоров'я» та ГО «Центр сучасних інформаційних технологій та візуальних мистецтв». Локаціями фестивалю стали кінотеатр «Жовтень», кінотеатр «Україна», креативний простір IZONE, Triptych: Global Arts Workshop, Port Creative Hub, Національний центр Олександра Довженка, Готель «Русь».
Фестиваль стартував документальною стрічкою «Жінка в полоні» режисерки Бернадетт Туза-Ріттер. А фінішував 29 березня у Довженко-Центрі. Там було організовано нагородження фільмів-переможців.
За тиждень фестивалю представлено 62 фільми з 36 країн від 230 учасників. Журі Docudays UA визначило переможців у чотирьох основних номінаціях: DOCU/ЖИТТЯ, DOCU/ПРАВА, DOCU/КОРОТКО та DOCU/УКРАЇНА. Уперше за всю історію фестивалю був повнометражний національний конкурс. Також конкурсні фільми змагалися за спеціальний Приз студентського журі. Традиційно свого фаворита організатори фестивалю відзначили призом імені Андрія Матросова. Свого переможця обирали і глядачі Docudays UA.
Під час церемонії закриття незалежна міжнародна служба новин Current Time відзначила спеціальною нагородою одного з учасників конкурсу фестивалю. Приз у $5000 отримав фільм «Явних проявів немає» режисерки Аліни Горлової «за делікатне висвітлення внутрішньої катастрофи героїні».
Тема й центральна кінопрограма фестивалю цього року — РІВНІ РІВНОСТІ ми навмисно вдалися до іронії. Це пропозиція суспільству виміряти рівні рівності, подискутувати про те, чи досяжна рівність у наш час і в наших умовах.

### XVI Міжнародний фестиваль Docudays UA (2019)
Шістнадцятий кінофестиваль відбувся з 22 по 30 березня 2019 року в місті Київ та по регіонам України в період жовтня — грудня 2019 року.
Організаторами виступили Українська Гельсінська спілка з прав людини, Громадська організація «ДОКУДЕЙЗ», Благодійна організація «Фонд милосердя та здоров'я» та ГО «Центр сучасних інформаційних технологій та візуальних мистецтв». Локаціями фестивалю стали кінотеатр «Жовтень», креативний простір IZONE, кінотеатр «Київ», кінотеатр «Ліра», кінотеатрі «Boomer» та мережі кінотеатрів КП «Київкінофільм» («Київська Русь», «Факел», «Дніпро», «Лейпциг», Кінотеатр ім. Тараса Шевченка), Національний центр Олександра Довженка, «Бібліотека Майбутнього», Готель «Русь», BURSA GALLERY, Closer.
Фестиваль стартував стрічкою «Bellingcat: Правда в світі постправди» від голландського режисера Ганса Пула. Фінішував фестиваль 28 березня в IZONE, де відбулася церемонія нагородження, яку провели журналіст Олексій Тарасов та менеджерка культури Анна Корягіна. Фільмом-закриття стала стрічка-дослідження «Тепер щось повільно змінюється». Фільм особисто представила режисерка Менна Лаура Меєр у кінотеатрі «Жовтень».
Було продемонстровано 76 фільмів з 38 країн світу. Наприкінці фестивалю було влаштовано два глядацьких дні у районах Києва: в кінотеатрі «Boomer» та в мережі кінотеатрів КП «Київкінофільм». Близько 2000 шанувальників фестивалю взяли участь у заходах правозахисної платформи RIGHTS NOW! у креативному просторі IZONE.
Традиційно фільми на Docudays UA змагались в конкурсах DOCU/СВІТ, DOCU/КОРОТКО та DOCU/УКРАЇНА. Цього року фестиваль започаткував нагороду «RIGHTS NOW!», на яку було номіновано десять фільмів з усіх програм Docudays UA.

### XVII Міжнародний фестиваль Docudays UA (2020)
Задля зменшення ризику для здоров'я гостей, учасників та учасниць, відвідувачів та відвідувачок фестивалю, ми ухвалили рішення про перенесення часу проведення фестивалю 17 Docudays UA з березня на вересень 2020 року. Це було узгоджено з постановою Кабінету Міністрів України про запобігання поширенню на території України коронавірусу COVID-19 та рішенням міської влади про обмеження проведення масових заходів у столиці. Цього року у зв'язку з пандемією COVID-19 Мандрівний фестиваль розпочався у вересні та вперше пройшов у гібридному форматі, залучаючи як онлайн-майданчики, так і публічні простори. Старт фестивалю відбувся 4 вересня в місті Новомосковськ Дніпропетровської області фільмом «Хвилі світла». Кінопоказ пройшов просто неба в парку біля річки Самара, де щоп'ятниці протягом трьох тижнів глядачі дивилися та обговорювали стрічки з програми DOCU/Діти. Останні покази Docudays UA пройшли 30 грудня.
Мандрівний міжнародний фестиваль документального кіно про права людини Docudays UA відбувався за підтримки Посольства Швеції в Україні.

### XX Міжнародний фестиваль Docudays UA (2023)

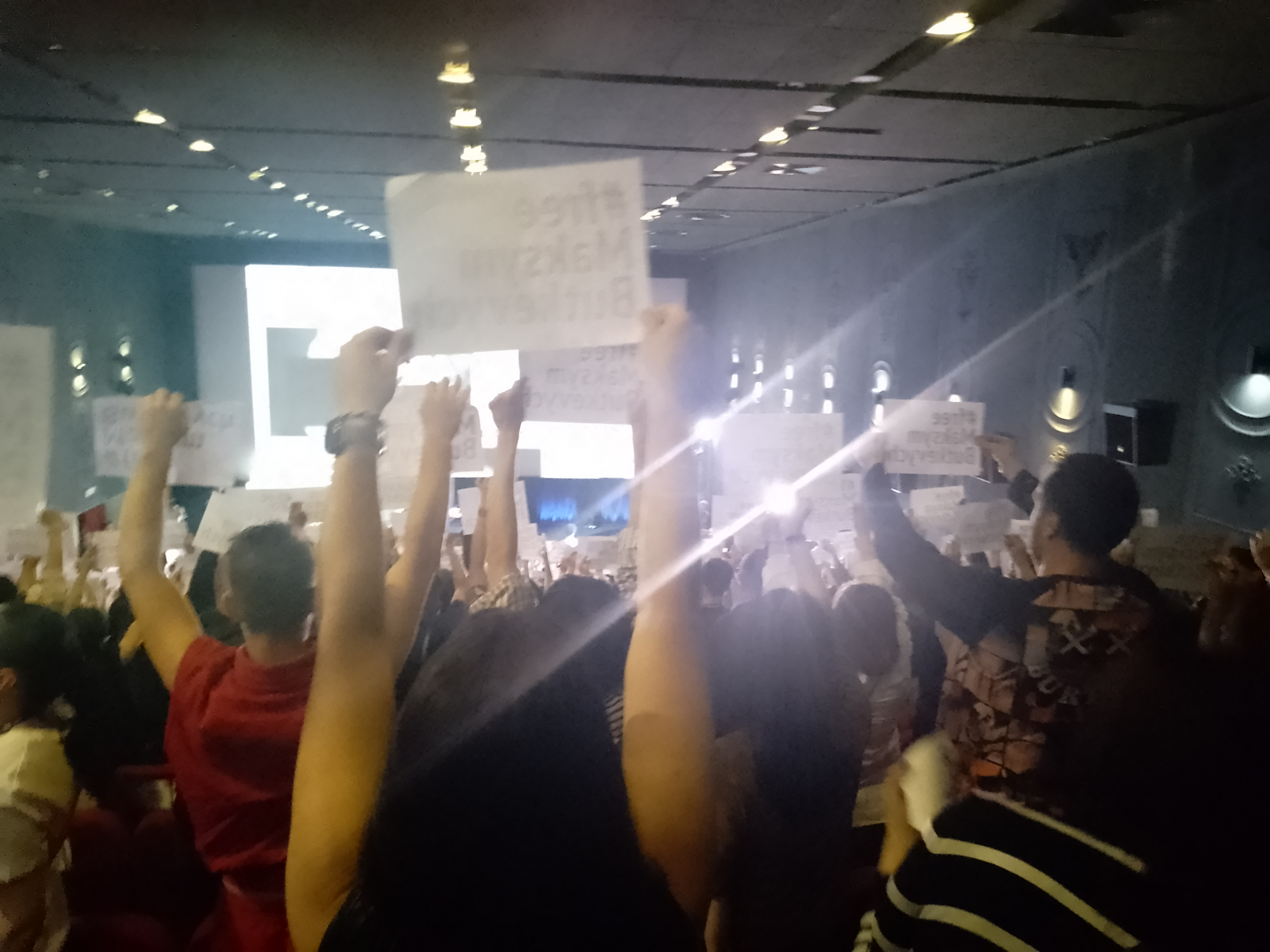
20-й фестиваль Docudays UA

Ювілейний 20 Міжнародний фестиваль документального кіно про права людини Docudays UA розпочася в Києві з 2 червня 2023 року.Основні покази фестивалю відбуваються у кінотеатрі «Жовтень». На відкритті фестивалю закликали звільнити з російського полону правозахисника Максима Буткевича.
Головний приз фестивалю здобув фільм Аліси Коваленко «Ми не згаснемо».
Від липня 2023 у Центральній районній бібліотеці Централізованої бібліотечної системи «Свічадо» діє клуб документального кіно «Docudays Svichado».

### XXІ Міжнародний фестиваль Docudays UA (2024)
31 травня 2024 року в київському кінотеатрі «Жовтень» відбулося відкриття 21-го Міжнародного фестивалю документального кіно про права людини Docudays UA. Концепція та назва цьогорічного фестивалю – «10 років триденної війни, яка триває три сторіччя».

### ХХІІ Міжнародний фестиваль Docudays UA (2025)
6 червня 2025 року у Києві стартував 22-й Міжнародний фестиваль документального кіно про права людини Docudays UA, центральною темою якого є «Рідкісний ресурс». Він тривав до 13 червня у кінотеатрах «Жовтень» і «КІНО42», «Бурсі» та галереї Ukraїnka Gallery. 
Програма фестивалю охоплює 12 кінопрограм, до яких увійшов 71 фільм із 38 країн світу. Також у межах виставки «Як ми пам’ятаємо» секції «Docu/Синтез» представлено 11 проєктів. Ще 43 події — дискусії, лекції, воркшопи — відбудуться у межах програм «Docu/Про», «Docu/Клас», «Rights Now!» та «Архіву Війни».

Головний приз конкурсу DOCU/СВІТ отримав фільм «2000 метрів до Андріївки» (реж. Мстислав Чернов). На думку журі: 
«Переможцем став надзвичайно сильний фільм — виняткова данина людському духу…Фільм передає грубий, майже фізичний досвід, який показує героїзм без жодної романтизації, оголюючи жорстоку реальність війни».
Також цей фільм отримав головну нагороду RIGHTS NOW! та Приз глядацьких симпатій.
Спеціальну відзнаку конкурсу DOCU/СВІТ отримала стрічка «Про святе і грішне» (реж. Ґієдре Бейноруте) — «це фільм про культурну ідентичність, на тлі якої — війна, розв’язана Росією. Стрічка демонструє, як колективна пам’ять може ожити в теперішньому».

Стрічка «Пісні землі, що повільно горить» (реж. Ольга Журба) отримала головну нагороду в конкурсі DOCU/УКРАЇНА: «За точну та глибоку фіксацію на екрані колективного досвіду війни та багатошаровості травми. За вміння без поспіху спостерігати за розвитком ситуації, та за вірність побаченому». 
«За визначну сміливість обраного шляху, за щедрість у розділенні інтимного досвіду, за вміння перетворити персонажів фільму на друзів глядача» — спеціальну відзнаку конкурсу DOCU/УКРАЇНА надали фільму «З любов’ю з фронту» (реж. Аліса Коваленко). 
Головний приз конкурсу DOCU/КОРОТКО здобула стрічка «Пил — це кит, це сонячне світло» (реж. Марія Касас Кастільйо) — «за поетичне осмислення часової перспективи буття на планеті, за тонке нагадування крихкості буття людини та за втілення гідності людської скінченності». 
Спеціальну відзнаку журі DOCU/КОРОТКО «за створення оригінальної художньої мови для розповіді особистої історії, за вміння прийняти без засудження травматичний досвід від близьких»  надає фільму «Мама Мікра» (реж. Ребекка Бльохер, співреж. Фредерік Шульд). 
Спеціальну відзнаку RIGHTS NOW! отримав фільм «Листи до Хави» (реж. Наджиба Нурі, співреж. Расул Нурі) — «за надзвичайно чуттєве й потужне зображення гідності та внутрішньої сили особистості, яка прагне самореалізації попри глобальні політичні рішення та репресивні системи».
Премію Андрія Матросова — отримала стрічка «Де мій бронік?» (реж. Дарʼя Пенькова) «за вдале втілення у короткій формі…глибоких зсувів, яких ніколи не мало б бути у вільному та мирному світі, та з прагненням підтримати перші, але впевнені кроки у документалістиці». 
«За спеціалізованість та глибоку чутливість піднятих питань. За прояв людяності, емпатії і чуйності у висвітленні боротьби за свої права та прийдешніх поколінь» головну нагороду студентське журі віддало фільму «Твоє життя без мене» (реж. Анна Рубі). Режисерка стрічки передала грошовий приз Docudays UAна підтримку наших колег, чиї рідні знаходяться в полоні.
Спеціальну відзнаку студентського журі отримав фільм «Межі Європи» (реж. Аполена Рихлікова), адже той: «демонструє глибоку професійну відданість. Без вагань ставить під загрозу власну безпеку заради спільного блага».
«За поліфонію голосів, що з елегантністю, стилем та могутніми візуальними метафорами створюють портрет народу, який виштовхнули з зони комфорту. Але він не впав у трагізм, і забажав повернути відібране»журі Спілки кінокритиків України відзначило стрічку «Мілітантропос» (реж. Єлизавета Сміт, Аліна Горлова, Семен Мозговий). 

## Мета фестивалю
Головна мета Docudays UA — сприяння підвищенню рівня української кінодокументалістики, становленню в Україні відкритого діалогу про моральні проблеми суспільства, права людини. Засобами кіномистецтва сприяти зміцненню почуття людської гідності у громадян України, надихати їх на активні відповідальні дії задля побудови демократичного суспільства.
Щороку Оргкомітет обирає для фестивалю тему, яка максимально точно відображає українські реалії. Темою ХІ Docudays UA у 2014 році була «Ідеорупція». Це нове слово, яке команда фестивалю спеціально вигадала для позначення ідеології корупції, що дуже міцно засіла у свідомості українців. Символом фестивалю, який проходив відразу після Євромайдану, було палаюче серце у вигляді коктейля Молотова. Дванадцятий фестиваль у 2015 році порушив тему пропаганди під девізом: «Правдиве кіно захищає!». Концепцію фестивалю 2020 року під назвою «Teen Spirit: Тут і зараз» присвятили дорослішанню, а темою 2021 року стало право людини на здоров'я.
У 2023 році фестиваль досліджував «Образ майбутнього».

## Структура
- Міжнародна програма фільмів, що змагаються у трьох конкурсах DOCU/ЖИТТЯ, DOCU/ПРАВО, DOCU/КОРОТКО[25];
- Національний конкурс  для українських документалістів DOCU/УКРАЇНА (з 2016 року);
- Програма найкращих фільмів міжнародних фестивалів з прав людини;
- Ретроспектива майстрів документального кіно;
- Спецпокази;
- Міжнародна майстерня документального кіно DOCU/КЛАС[26];
- Фотовиставки; Восени та взимку 2022 року фотовиставка Олександра Корнякова «Нескорений Херсон» мандрувала містами України в рамках Мандрівного фестивалю.[27]
- Правозахисні заходи[28]
- Жива бібліотека[29]

## Доступність

### Покази зі звукоописом
Звукоопис (або аудіодискрипція) в кіно використовується у світі вже понад 40 років. Це додаткова звукова доріжка у фільмі з описом візуальної частини фільму для незрячих глядачів та глядачок. Третій рік поспіль окремі фільми на Docudays UA доступні зі звукоописом.
У 2020 році звукоопис було створено у співпраці з  громадською організацією «Боротьба за права» в межах проєкту «Доступне Кіно». Завантаживши застосунок Earcatch на телефон, незрячі глядач(к)и мали доступ до спеціальної звукової доріжки фільму під час показу.

### Адаптовані субтитри
Адаптовані субтитри — нова практика для Docudays UA. Це субтитри зі спеціальними позначками, символами та додатковим текстом, які відображають звукову частину фільму (музика, додаткові звуки). Такі субтитри дозволяють людям з порушеннями слуху більше зануритись в атмосферу стрічки та стежити за її змістом. Усі фільми у програмі 2020 року, окрім DOCU/УКРАЇНА та DOCU/ДІТИ, мали адаптовані субтитри українською мовою.

### Переклад жестовою мовою
Уперше на фестивалі всі дискусії у межах правозахисної програми RIGHTS NOW! мали переклад жестовою мовою.

## Цікаві факти
У Кременецькому краєзнавчому музеї є фонд Мандрівного фестивалю документального кіно про права людини Docudays UA.
У Тернопільській області закладено сквер Docudays UA.